# Altmühltaler Lammauftrieb
Der Altmühltaler Lammauftrieb ist ein jährlich stattfindendes Ereignis im bayerischen Altmühltal, bei dem Lämmer, Schafe und Ziegen durch den Markt Mörnsheim auf die Sommerweiden getrieben werden.
Der Altmühltaler Lammauftrieb wird jeweils zum 3. Samstag und Sonntag im Mai abgehalten und eröffnet eine ganze Reihe von Veranstaltungen rund ums Altmühltaler Lamm und zieht sich beginnend im Westen durch den ganzen Landkreis Eichstätt
bis in den Osten, wo analog zum Auftrieb jeweils im Herbst in der Gemeinde Kipfenberg-Böhming der Abtrieb abgehalten wird.
Die Strecke führt über die Gailachbrücke durch das mittelalterliche Markttor am Kastenhof auf den Rathausplatz und durch die engen Gassen des Marktes.
Der Altmühltaler Lammauftrieb wird traditionell von einer prominenten Person aus der Politik angeführt. Unter anderem stellten sich die bayrischen Ministerpräsidenten Günther Beckstein und Horst Seehofer zur Verfügung. Der Anlass zieht alljährlich eine große Zuschauermenge an.
Anschließend an den Auftrieb findet ein Schäfer- und Handwerkermarkt statt.